# Thetidia smaragdaria
Espèce
Thetidia smaragdaria, l’Émeraude, est une espèce de lépidoptères (papillons) de la famille des Geometridae.
Sa zone de distribution est l'écozone paléarctique.
Synonyme :
- Antonechloris smaragdaria (Fabricius, 1787)

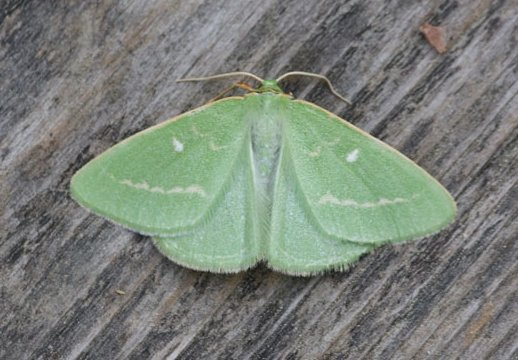
Thetidia smaragdaria